# گورستان دارنو
گورستان دارنو مربوط به دوره قاجار - دوره پهلوی است و در شهرستان شازند، بخش زالیان، دهستان پل دوآب، روستای سوارآباد واقع شده و این اثر در تاریخ ۲۰ اردیبهشت ۱۳۸۶ با شمارهٔ ثبت ۱۹۰۵۲ به‌عنوان یکی از آثار ملی ایران به ثبت رسیده است.